# František Cipro
František Cipro (Jihlava, 13 de abril de 1947-7 de febrero de 2023) fue un futbolista y entrenador de fútbol checo que jugó en la posición de defensa.

## Carrera futbolística
Fue un jugador activo que pasó la mayor parte de su carrera con el Slavia Praga. Jugó como defensa, centrocampista y delantero, su juego se caracterizó por la velocidad. En la liga checoslovaca jugó en 285 partidos y anotó 16 goles. Apareció en 6 partidos en la Recopa de Europa y 4 en la Copa de la UEFA.

## Carrera como entrenador
Después del final de su carrera como jugador activo, se convirtió en entrenador. Logró el éxito en uno de sus primeros puestos de entrenador cuando logró llevar al Zbrojovka Brno de la segunda liga a la liga más alta en la temporada 1988/89. [3] El equipo luego entrenó por una temporada más antes de ir a Chipre para entrenar a AEL Limassol. Después de dos años, regresó a la República Checa y se hizo cargo del equipo FK Chmel Blšany. Sin embargo, logró su mayor éxito con el Slavia Praga. En el verano de 1995, reemplazó a Miroslav Beránek como entrenador del Slavia y llevó al club al título del campeonato en la temporada 1995/96. Además, en la primavera de 1996, el club bajo su dirección llegó a las semifinales de la Copa de la UEFA, cuando logró eliminar, por ejemplo, al AS Roma. En las semifinales, el Slavia Girondins perdió ante el Burdeos. Un año más tarde, se fue para entrenar al equipo austriaco Tirol Innsbruck. Luego regresó al Slavia para la temporada 1999/2000.
En los años siguientes, trabajó como entrenador en jefe en otros clubes checos de primera división, en Teplice, Plzeň y České Budějovice. Desde el 1 de junio de 2009 trabajó como jefe de ojeadores del SK Slavia Praha. [4] Después de la destitución de Karel Jarolím, asumió el cargo de entrenador el 30 de marzo de 2010, donde trabajó hasta el final de la temporada 2009/10 hasta el 1 de junio de 2010, cuando Karel Jarolím regresó al puesto después de la destitución de Petr Doležal. En la temporada 2011/12, después de la quinta ronda, se convirtió en el nuevo entrenador del České Budějovice y reemplazó a Jiří Kotrba, quien es el gerente general del club y solo estuvo temporalmente en el puesto de entrenador. [5] El 3 de septiembre de 2012 fue despedido y reemplazado como entrenador por Miroslav Soukup. El 1 de marzo de 2015, se convirtió en el entrenador del České Budějovice de nuevo, reemplazando al Luboš Urban. Sin embargo, no logró salvar al equipo en la máxima competición. También lideró al equipo en la 2.ª liga, pero debido a los malos resultados, fue despedido en octubre de 2015.

## Muerte
El 7 de febrero de 2023, Francis Cipro murió de cáncer colorrectal a la edad de 75 años.[6][7]

## Carrera

### Club
| Periodo   | Club             |
| --------- | ---------------- |
| 1966–1968 | VTJ Tábor        |
| 1968–1970 | VCHZ Pardubice   |
| 1970–1971 | TJ Gottwaldov    |
| 1971–1980 | SK Slavia Prague |
| 1980–1982 | TJ Jílové        |
| 1984–1988 | SV Gmünd         |

### Entrenador
| Periodo   | Club                       |
| --------- | -------------------------- |
| 1980–1982 | TJ Jílové                  |
| 1984–1988 | SV Gmünd                   |
| 1988–1990 | FC Zbrojovka Brno          |
| 1990–1992 | AEL Limassol FC            |
| 1992–1994 | FK Chmel Blšany            |
| 1995–1997 | SK Slavia Prague           |
| 1997–1999 | FC Tirol Innsbruck         |
| 1999–2000 | SK Slavia Prague           |
| 2001      | LASK Linz                  |
| 2001–2002 | FK Teplice                 |
| 2003–2004 | FC Viktoria Plzeň          |
| 2004–2005 | SV Freistadt               |
| 2005–2007 | SK Dynamo České Budějovice |
| 2008–2009 | SV Freistadt               |
| 2010      | SK Slavia Prague           |
| 2011–2012 | SK Dynamo České Budějovice |
| 2015      | SK Dynamo České Budějovice |

## Logros

### Jugador
- Copa de Checoslovaquia: 1

1973-74
- Copa Karl Rappan: 3

1972, 1977, 1978

### Entrenador
- Gambrinus liga: 1

1995-96
- Copa de la República Checa: 1

1996-97

#### Individual
- Entrenador Checo del año: 1

1997

## Muerte
Cipro murió de cáncer de colon el 7 de febrero de 2023 a los 75 años.